# Катлер (Флорида)
Катлер (енгл. Cutler) град је у америчкој савезној држави Флорида.

## Демографија
По попису из 2000. године број становника је 17.390.
| Група             | 2000.          | 2010.    |
| Белци             | 11.405 (65,6%) | 0 (0,0%) |
| Афроамериканци    | 679 (3,9%)     | 0 (0,0%) |
| Азијати           | 521 (3,0%)     | 0 (0,0%) |
| Хиспаноамериканци | 4.555 (26,2%)  | 0 (0,0%) |
| Укупно            | 17.390         | 0        |